# Кеннет Морріс (письменник)
Кеннет Морріс (англ. Kenneth Morris; 31 липня 1879 — 21 квітня 1937) — валлійський письменник та теософіст, також відомий за своїм валлійським прізвищем Кенид Морус (валл. Cenydd Morus).

## Біографія
Народився на півдні Уельсу. У дитинстві сім'я переїхала в Лондон. Отримав освіту у школі лікарні Христа. У 1896 році він жив у Дубліні, де познайомився з ірландським письменником-містиком Джорджем Вільямом Расселом. З 1908 по 1930 роки Морріс жив у штаті Каліфорнія, де працював у штабі Теософського товариства в Пойнт Лома. Останні сім років свого життя провів в Уельсі. За цей час заснував сім валлійських теософських лож.

## Твори
- Доля князів Діведа // The Fates of the Princes of Dyfed (1914)
- Секретна гора та інші казки // The Secret Mountain and Other Tales (1926)
- Книга трьох драконів // Book of the Three Dragons (1930)
- Дракон Чалчіугейта: казка про Тольтеківські часи // The Chalchiuhite Dragon: A Tale of Toltec Times (1992)
- Шлях Дракона: Зібрані казки Кеннета Морріса // The Dragon Path: Collected Tales of Kenneth Morris (1995)